# パン・ジェウォン
パン・ジェウォン（반재원、1981年 - )は韓国のライトノベル作家、ファンタジー作家。
2003年に『オーラ戦隊ピースメイカー』でデビューして以降、2010年末までに4シリーズ、計40冊以上の著作を刊行している。

## 来歴
中学生の時にパソコン通信サービス・ハイテル（HiTEL）のファンタジー同好会で初めてファンタジー小説に接した。高校生になってからは日本のアニメを多く見るようになり、大学はアニメーション学科に進学。
2002年にインターネット上で作品を公開し始めたところ出版社の目にとまり、2003年に『オーラ戦隊ピースメイカー』でデビューした。
初めて小説を書き始めた頃から日本のライトノベルを読んでおり、自身の作品『オーラ戦隊ピースメイカー』や『ストレイ』は、ライトノベルの感性で書いたファンタジー小説だと述べている。
韓国のオリジナルライトノベルを刊行する韓国D&Cメディアのレーベル・シードノベルで刊行されている『超人同盟にようこそ!』は、典型的なライトノベル作品だとの評価を受けている。作者自身は、1冊の中でストーリーに起承転結をつけ、キャラクターを前面に押し出すなど、フォーマットの面でライトノベルを意識して執筆した述べている。

## 作品リスト
題名の訳は暫定的な直訳。
- 오라전대 피스메이커 （オーラ戦隊ピースメイカー）
  - 2003年5月 - 2005年10月、全21巻、イラスト : Eika
- 퍼스트 블레이드 류 （ファーストブレイド流）
  - 2006年2月 - 2006年10月、全6巻、イラスト : Eika
- 스트레이 (Stray) （ストレイ）
  - 2007年2月 - 2008年12月、全6巻、イラスト: Eika
- 초인동맹에 어서 오세요! （超人同盟にようこそ!）
  - 2007年7月より韓国D&Cメディアシードノベルで刊行中、既刊8巻、イラスト: Eika